# Baie Kronotski
Pour les articles homonymes, voir Kronotski (homonymie).
La baie Kronotski ou golfe Kronotski (en russe : Кроноцкий залив, Kronotski zaliv) est une vaste étendue d'eau située au large de la côte est de la péninsule du Kamtchatka, à l'est de la Russie, et qui fait partie de l'océan Pacifique.

## Description
La baie s'étend le long de la côte les 231 km de long et 68,5 km de large. Elle est délimitée au sud par le cap Chipounski, situé à l'est de Petropavlovsk-Kamtchatski, à l’extrémité de la péninsule Chipounski, au nord par le cap Kronotski, situé à l'extrémité de la péninsule Kronotski. La baie a une profondeur maximale de 1 500 mètres.
Les eaux de la baie sont habituellement gelées une partie de l'hiver. Les températures moyennes des mois extrêmes sont de −7 °C et +12 °C, la neige est abondante.
Les rivages de la baie font partie de la réserve naturelle de biosphère de Kronotski, inscrite au Patrimoine mondial de l'UNESCO depuis 1996, au titre du site « Volcans du Kamtchatka ».
Le petit fleuve Kronotskaïa, exutoire du lac Kronotski, débouche au nord de la baie.

## Activité sismique
Le 19 janvier 2009, à 3 h 33 UTC, un séisme de magnitude 5,1 sur l'échelle de Richter se produit sur le littoral oriental du Kamtchatka. L'épicentre enregistré est situé dans le golfe Kronotski à 32,7 km de profondeur, à 170 km au sud-ouest de la ville de Petropavlovsk-Kamtchatski.
Le 12 novembre 2013, un séisme de magnitude 6,6 sur l'échelle de Richter s'est produit 19 h 2 heure locale (7 h 2 UTC) au large du Kamtchatka, d'après l'antenne locale du service géophysique de l'Académie des sciences de Russie.
L'épicentre du séisme était situé dans le golfe de Kronotski, à 300 km au nord-est de Petropavlovsk-Kamtchatski. Le foyer du tremblement de terre se trouvait à 14,7 km de profondeur.